# Open Diputación 1999
L'Open Diputación 1999 è stato un torneo di tennis facente parte della categoria ATP Challenger Series nell'ambito dell'ATP Challenger Series 1999. Il torneo si è giocato a Cordova in Spagna dal 19 al 24 luglio 1999 su campi in cemento.

## Vincitori

### Singolare
Oleg Ogorodov ha battuto in finale  Gouichi Motomura con il punteggio di 6–4, 3–6, 6–3

### Doppio
Satoshi Iwabuchi /  Oleg Ogorodov hanno battuto in finale  Noam Behr /  Eyal Erlich con il punteggio di 6–3, 6–2